# Port lotniczy Nakhon Ratchasima
Port lotniczy Nakhon Ratchasima (IATA: NAK, ICAO: VTUQ) – port lotniczy położony 26 km od Nakhon Ratchasima, w prowincji Nakhon Ratchasima, w Tajlandii.